# Ефремов, Эрнест Иванович
Ефремов Эрнест Иванович (укр. Єфремов Ернест Іванович; 14 ноября 1934, Сталино — 23 октября 2021, Днепр) — советский и украинский учёный в области горного дела, доктор технических наук (1974), член-корреспондент Национальной академии наук Украины (1983), дважды лауреат Государственной премии Украины в области науки и техники.

## Биография
Родился 14 ноября 1934 года в городе Сталино.
В 1957 году окончил Днепропетровский горный институт.
В 1957—1960 годах работал на горнорудных предприятиях в городе Кривой Рог.
С 1962 года работал в Институте геотехнической механики АН УССР, в 1975—1992 годах — заместитель директора.
Умер 23 октября 2021 года в городе Днепре.

## Научная деятельность
Создал научные основы методов взрывного дробления горных пород и взрывного разрушения вибросоопасных работ при проведении горных выработок.

### Научные труды
- Взрывание с внутрискваженным замедлением / Киев, 1974.
- Ефремов Э. И., Кравцов В. С., Мячина Н. И., Родак С. Н., Шеленок В. В., Никифорова В. А. Основы теории и методы взрывного дробления горных пород. — Киев: Наукова думка, 1979. — 224 с.
- Ефремов Э. И., Харитонов В. Н., Семенюк И. А. Взрывное разрушение выбросоопасных пород в глубоких шахтах. — М.: Недра, 1979. — 253 с.
- Ефремов Э. И. Подготовка горной массы на карьерах. — М.: Недра, 1980. — 271 с.
- Ефремов Э. И., Кравцов В. С., Мячина Н. И. Разрушение горных пород энергией взрыва. — Киев: Наукова думка, 1987.
- Ефремов Э. И., Бересневич П. В., Петренко В. Д. Проблемы экологии массовых взрывов в карьерах. — Днепропетровск: Січ, 1996. — 179 с.
- Ефремов Э. И. Современные тенденции в использовании взрывчатых веществ на карьерах Украины // Металлургическая и горнорудная промышленность. 2007. № 6. — С. 79—82.

## Награды
- Государственная премия УССР в области науки и техники (13 декабря 1983) — за разработку и широкое промышленное внедрение прогрессивной циклично-поточной технологии на железорудных карьерах Кривбасса[1];
- Член-корреспондент Национальной академии наук Украины (1985);
- Премия имени А. Динника АН УССР (1989);
- Заслуженный деятель науки и техники Украины (1993);
- Государственная премия Украины в области науки и техники (1997);
- Орден «За заслуги» (Украина) 3-й степени (2004).